# Championnats d'Europe de triathlon moyenne distance
Les championnats d'Europe de triathlon moyenne distance se sont déroulés pour la première fois en 1985.
Ces championnats se déroulent sur une seule compétition et se pratiquent sur la distance L ou 70.3. Ils sont organisés par la Fédération européenne de triathlon.

## Historique
Créé par la Fédération européenne de triathlon en 1985, et faisant partie d'un cycle de quatre compétitions sur courte, moyenne et longue distance, plus une épreuve par équipe, cette épreuve moyenne distance porte tout d'abord le nom de championnat d'Europe de triathlon catégorie B. La première édition se déroule le  1er septembre 1985 à Åbenrå au Danemark, elle est remportée par le Hollandais Peter Zuerveld pour les hommes et par la Belge Lieve Paulus  pour les femmes. La première Française Odile Lagarde se classe 5e de l'épreuve.
La seconde édition se déroule le 21 juin 1986 à Brasschaat en Belgique. 350 triathlètes sont qualifiés, plusieurs seront disqualifiés pour des infraction réglementaires. La tenante du titre Lieve Paulus pour défaut de port de casque pendant la partie vélo, Vera Zielten pour aide extérieure et Thomas Jeltsch pour drafting. l'épreuve est remportée facilement par Rob Barel et Erin Baker, non européenne, le titre est attribué à Sarah Coope 1re européenne.
Le 11 aout 1990, c'est la ville de Trèves en Allemagne qui reçoit l'édition du nouvellement dénommée « championnat d'Europe moyenne distance ». Un public nombreux soutient les triathlètes qui doivent affronter un parcours vélo difficile sous une chaleur caniculaire. Le Belge Karel Blondeel l'emporte devant Rob Barel et Isabelle Mouthon devient la première française à remporter un titre international de triathlon.
La ville finlandaise de Joroinen reçoit le 1er aout 1992, l'édition du championnat,  Isabelle Mouthon prend la seconde place derrière la Belge Jeannine de Ruysscher, Glen Cook remporte le titre, le français Philippe Méthion prend la troisième place.
Le 6 aout 1994, organisés à Novo Mesto en Slovenie, ne voit aucune délégation française officielle, inscrite, pour cause de décision fédérale. Isabelle Mouthon prend toutefois part à la compétition. Elle remporte à cette occasion son second titre européen sur un parcours cycliste fermé à la circulation, fait notable à cette époque. La forte chaleur ne l'empêche pas de remporter la victoire devant la Suissesse Natascha Badmann et l'Allemande Simone Mortier. Rob Barel chez les hommes remporte sont neuvième titre européen.

## Palmarès

### Hommes
| Année | Lieu        | Or                           | Argent                        | Bronze                             |
| ----- | ----------- | ---------------------------- | ----------------------------- | ---------------------------------- |
| 1985  | Åbenrå      | Peter Zijerveld Pays-Bas     | Dirk Aschmoneit Allemagne     | Magnus Lönnqvist Finlande          |
| 1986  | Brasschaat  | Rob Barel Pays-Bas           | Didier Volckaert Belgique     | Tom Dimmendaal Pays-Bas            |
| 1987  | Roth        | Glenn Cook Royaume-Uni       | Axel Koenders Pays-Bas        | Jürgen Zäck Allemagne              |
| 1988  | Stein       | Rob Barel Pays-Bas           | Karel Blondeel Belgique       | Jürgen Zäck Allemagne              |
| 1990  | Trèves      | Karel Blondeel Belgique      | Mark Koks Pays-Bas            | Danilo Palmucci Italie             |
| 1992  | Joroinen    | Glenn Cook Royaume-Uni       | Thomas Hellriegel Allemagne   | Philippe Méthion France            |
| 1994  | Novo Mesto  | Rob Barel Pays-Bas           | Christoph Mauch Suisse        | Péter Kropkó Hongrie               |
| 2013  | Barcelone   | Javier Gómez Espagne         | Martin Jensen Danemark        | Jens Toft Danemark                 |
| 2014  | Peguera     | Giulio Molinari Italie       | Bruno Pais Portugal           | Gustavo Rodriguez Iglesias Espagne |
| 2015  | Rimini      | Filip Ospaly Tchéquie        | Giulio Molinari Italie        | Bart Aernouts Belgique             |
| 2016  | Walchsee    | Giulio Molinari Italie       | Florian Angert Allemagne      | Thomas Steger Autriche             |
| 2017  | Herning     | Patrick Dirksmeier Allemagne | Anders Kristensen Danemark    | Miki Taagholt Danemark             |
| 2018  | Ibiza       | Giulio Molinari Italie       | Miki Taagholt Danemark        | Albert Moreno Molins Espagne       |
| 2019  | Târgu Mureș | Andrey Bryukhankov Russie    | Filipe Azevedo Portugal       | Domen Dornik Slovénie              |
| 2021  | Walchsee    | Frederic Funk Allemagne      | Bart Aernouts Belgique        | Ruben Zepuntke Allemagne           |
| 2022  | Bilbao      | Antonio Benito López Espagne | Christophe De Keyser Belgique | Rico Bogen Allemagne               |
| 2023  | Menin       | Louis Naeyaert Belgique      | Jonathan Wayaffe Belgique     | Dieter Comhair Belgique            |
| 2024  | Coimbra     | Antonio Benito López Espagne | Alexandre Nobre Portugal      | Ognjen Stojanovic Serbie           |

### Femmes
| Année | Lieu        | Or                                | Argent                            | Bronze                         |
| ----- | ----------- | --------------------------------- | --------------------------------- | ------------------------------ |
| 1985  | Åbenrå      | Lieve Paulus Belgique             | Sarah Springman Royaume-Uni       | Brigitta Sandahl Suède         |
| 1986  | Brasschaat  | Sarah Coope Royaume-Uni           | Irma Zwartkruis Pays-Bas          | Chantal Malherbe France        |
| 1987  | Roth        | Sarah Coope Royaume-Uni           | Sarah Springman Royaume-Uni       | Irma Zwartkruis Pays-Bas       |
| 1988  | Stein       | Sarah Coope Royaume-Uni           | Irma Zwartkruis Pays-Bas          | Anneliese Weber Allemagne      |
| 1990  | Trèves      | Isabelle Mouthon-Michellys France | Thea Sybesma Pays-Bas             | Jeannine De Ruysscher Belgique |
| 1992  | Joroinen    | Jeannine De Ruysscher Belgique    | Isabelle Mouthon-Michellys France | Thea Sybesma Pays-Bas          |
| 1994  | Novo Mesto  | Isabelle Mouthon-Michellys France | Natascha Badmann Suisse           | Simone Mortier Allemagne       |
| 2013  | Barcelone   | Camilla Pedersen Danemark         | Eimear Mullan Irlande             | Maria Cześnik Pologne          |
| 2014  | Peguera     | Lisa Hütthaler Autriche           | Helle Frederiksen Danemark        | Maja Stage Nielsen Danemark    |
| 2015  | Rimini      | Kaisa Lehtonen Finlande           | Sara Dossena Italie               | Vanessa Raw Royaume-Uni        |
| 2016  | Walchsee    | Julia Gajer Allemagne             | Maja Stage Nielsen Danemark       | Lisa Hütthaler Autriche        |
| 2017  | Herning     | Camilla Pedersen Danemark         | Maja Stage Nielsen Danemark       | Sarah Lewis Royaume-Uni        |
| 2018  | Ibiza       | Alexandra Tondeur Belgique        | Sarah Lewis Royaume-Uni           | Alice Hector Royaume-Uni       |
| 2019  | Târgu Mureș | Katrina Rye Royaume-Uni           | Ewa Bugdol Pologne                | Liliia Baranovska Ukraine      |
| 2021  | Walchsee    | Nicola Spirig Suisse              | Anne Haug Allemagne               | Marta Bernardi Italie          |
| 2022  | Bilbao      | Helene Alberdi Sololuze Espagne   | Judith Corachán Espagne           | Raquel Rocha Portugal          |
| 2023  | Menin       | Diede Diederiks Pays-Bas          | Marta Łagownik Pologne            | Jenny Jendryschik Allemagne    |
| 2024  | Coimbra     | Marta Łagownik Pologne            | Marta Sanchez Hernandez Espagne   | Laura Gomez Ramon Espagne      |

### Tableau des médailles
| Rg. | Pays        | Médaille d'or, Europe | Médaille d'argent, Europe | Médaille de bronze, Europe |    |
| --- | ----------- | --------------------- | ------------------------- | -------------------------- | -- |
| 1   | Royaume-Uni | 6                     | 3                         | 3                          | 12 |
| 2   | Belgique    | 5                     | 5                         | 3                          | 13 |
| -   | Pays-Bas    | 5                     | 5                         | 3                          | 13 |
| 4   | Espagne     | 4                     | 2                         | 3                          | 9  |
| 5   | Allemagne   | 3                     | 4                         | 7                          | 14 |
| 6   | Italie      | 3                     | 2                         | 2                          | 7  |
| 7   | Danemark    | 2                     | 6                         | 3                          | 11 |
| 8   | France      | 2                     | 1                         | 2                          | 5  |
| 9   | Pologne     | 1                     | 2                         | 1                          | 4  |
| 10  | Suisse      | 1                     | 2                         |                            | 3  |
| 11  | Autriche    | 1                     |                           | 2                          | 3  |
| 12  | Finlande    | 1                     |                           | 1                          | 2  |
| 13  | Tchéquie    | 1                     |                           |                            | 1  |
| -   | Russie      | 1                     |                           |                            | 1  |
| 15  | Portugal    |                       | 3                         | 1                          | 4  |
| 16  | Irlande     |                       | 1                         |                            | 1  |
| 17  | Hongrie     |                       |                           | 1                          | 1  |
| -   | Serbie      |                       |                           | 1                          | 1  |
| -   | Slovénie    |                       |                           | 1                          | 1  |
| -   | Suède       |                       |                           | 1                          | 1  |
| -   | Ukraine     |                       |                           | 1                          | 1  |